# گریسیا پولی
گریسیا پولی (انگلیسی: Greysia Polii؛ زادهٔ ۱۱ اوت ۱۹۸۷) بدمینتون‌باز زن اهل اندونزی است.